# Unione Sportiva Catanzaro 1957-1958
Questa voce raccoglie le informazioni riguardanti l'Unione Sportiva Catanzaro nelle competizioni ufficiali della stagione 1957-1958.

## Rosa
| N. |                   | Ruolo | Calciatore          |
| -- | ----------------- | ----- | ------------------- |
|    | Italia (bandiera) | C     | Antonio Ariagno     |
|    | Italia (bandiera) | D     | Dino Bigagnoli      |
|    | Italia (bandiera) | C     | Bone                |
|    | Italia (bandiera) | C     | Walter Costa        |
|    | Italia (bandiera) | A     | Antonio Durelli     |
|    | Italia (bandiera) | C     | Vito Florio         |
|    | Italia (bandiera) | A     | Egidio Ghersetich   |
|    | Italia (bandiera) | D     | Antonio Lionetti    |
|    | Italia (bandiera) | P     | Vittorio Masci      |
|    | Italia (bandiera) | C     | Ferruccio Morbidoni |

| N. |                   | Ruolo | Calciatore           |
| -- | ----------------- | ----- | -------------------- |
|    | Italia (bandiera) | C     | Stefano Raise        |
|    | Italia (bandiera) | A     | Gennaro Rambone      |
|    | Italia (bandiera) | C     | Giuliano Rubini      |
|    | Italia (bandiera) | C     | Luciano Scroccaro    |
|    | Italia (bandiera) | C     | Antonio Sestito (II) |
|    | Italia (bandiera) | C     | Alberto Stefanelli   |
|    | Italia (bandiera) | A     | Giovanni Susan       |
|    | Italia (bandiera) | P     | Giuseppe Tagini      |
|    | Italia (bandiera) | D     | Antonio Tozzo        |